# Terminal Jardim Oceânico
O Terminal Jardim Oceânico é uma estação terminal do BRT TransOeste localizada no bairro da Barra da Tijuca, no município do Rio de Janeiro.

## Origem do nome do terminal

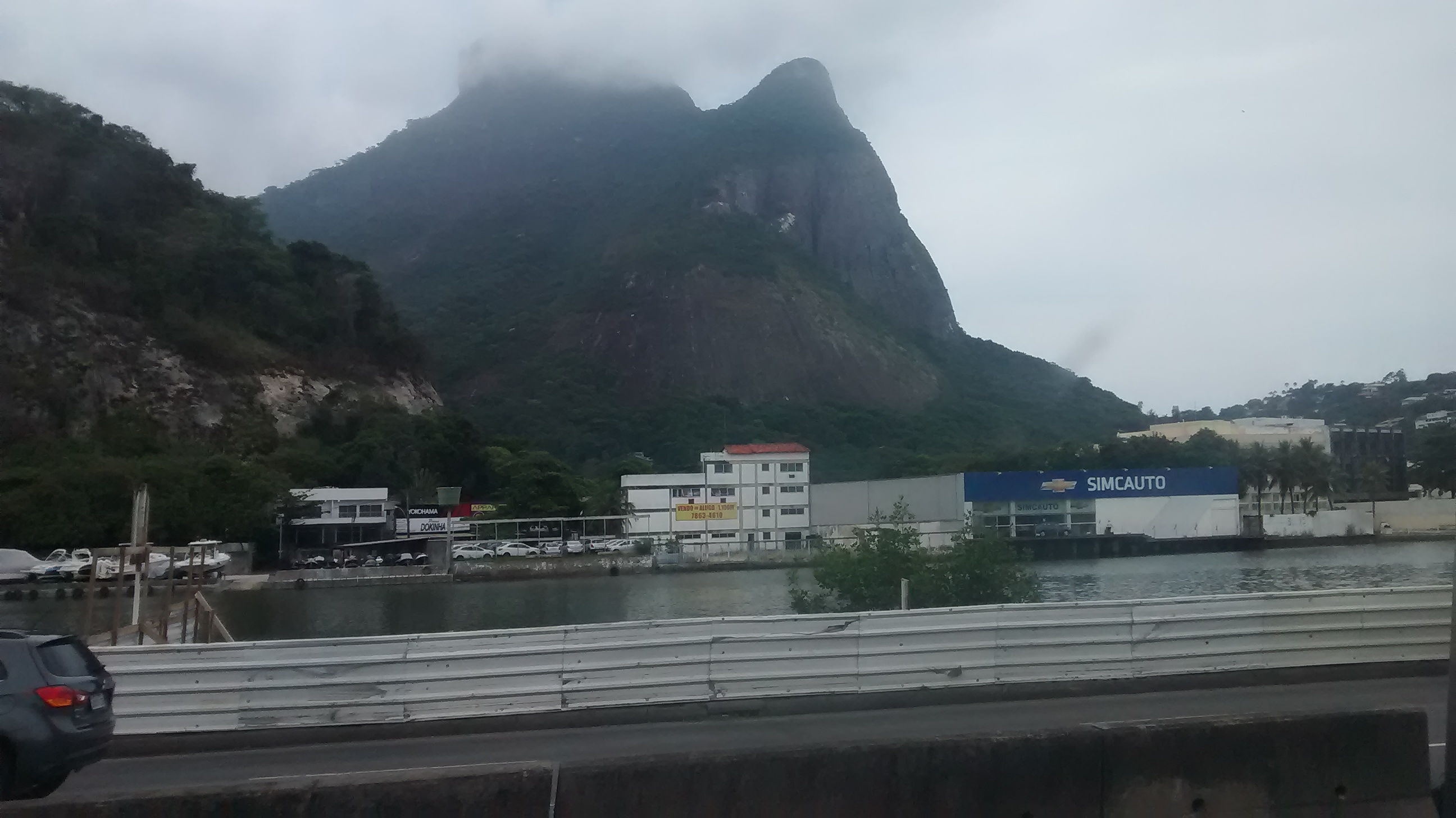
Jardim Oceânico - sub bairro da Barra da Tijuca

A estação terminal Jardim Oceânico está situada no sub bairro Jardim Oceânico e por isso recebeu esse nome. Jardim Oceânico é um sub bairro nobre e foi uma das primeiras áreas da Barra da Tijuca a serem ocupadas pela população, há cerca de 40 anos.
É uma área com características diferentes do restante do bairro. De acordo com o projeto do arquiteto e urbanista Lúcio Costa, apenas prédios baixos poderiam ser construídos nessa área, afim de permitir maior entrada dos ventos marítimos no continente. Assim, a maioria dos prédios possui apenas 3 andares. Outra curiosidade é o fato de o comércio estar integrado ao bairro. Não é preciso usar o carro para fazer compras ou ir na farmácia, por exemplo.
Tem como principal área de lazer a praça São Perpétuo, mais conhecida como praça do "Ó". Também há um polo gastronômico nas proximidades da Avenida Olegário Maciel.
As principais vias do Jardim Oceânico são: Av. do Pepe, Av. Olegário Maciel e Av. Armando Lombardi.

## Localização
O Terminal Jardim Oceânico está localizado no canteiro central da Avenida Armando Lombardi, em frente ao número 527. Encontra-se ao lado da Estação Jardim Oceânico do Metrô, em frente da loja de móveis Todeschini, uma unidade da rede educacional Ibmec e do centro médico Barra Life Medical Center. Nas proximidades, há uma agência da Caixa Econômica Federal, uma unidade da Unimed e o centro de serviços Barra Point.

## Acessos
O Terminal Jardim Oceânico possui dois acessos:
- Passarela sobre a Avenida Armando Lombardi - com acessos em frente as Ruas Sakura e General Ivan Raposo
- Passagem subterrânea de conexão com a Estação Jardim Oceânico do Metrô (acesso exclusivo para clientes do Metrô)

## Serviços existentes e horário de funcionamento
Segundo o site oficial da administradora do BRT, existem as linhas (serviços) que atendem a estação:
| Número | Linha                                                   | Serviço      | Horário de funcionamento                               |
| ------ | ------------------------------------------------------- | ------------ | ------------------------------------------------------ |
| 18     | Recreio - Jardim Oceânico                               | Expresso     | 05:30 às 22h (segunda a sexta-feira - exceto feriados) |
| 21A    | Recreio Shopping - Jardim Oceânico                      | Parador      | 04:20 às 22:40 (todos os dias)                         |
| 22     | Alvorada - Jardim Oceânico                              | Parador      | 05h às 23h (todos os dias)                             |
| 25     | Mato Alto - Jardim Oceânico                             | Semiexpresso | 04h às 09:30 e 15:40 às 21:20 (segunda a sábado)       |
| 40     | Madureira (Terminal Paulo da Portela) - Jardim Oceânico | Expresso     | 05h às 00h (segunda a sábado)                          |
| 50     | Terminal Centro Olímpico - Jardim Oceânico              | Parador      | 24 horas por dia (todos os dias)                       |
| 53     | Terminal Sulacap - Jardim Oceânico                      | Expresso     | 05h às 22:30 (segunda a sábado)                        |

Por conta destes serviços, a parada funciona 24 horas por dia em todos os dias da semana e a bilheteria também opera 24h, sete dias por semana.

## Integração com o Metrô

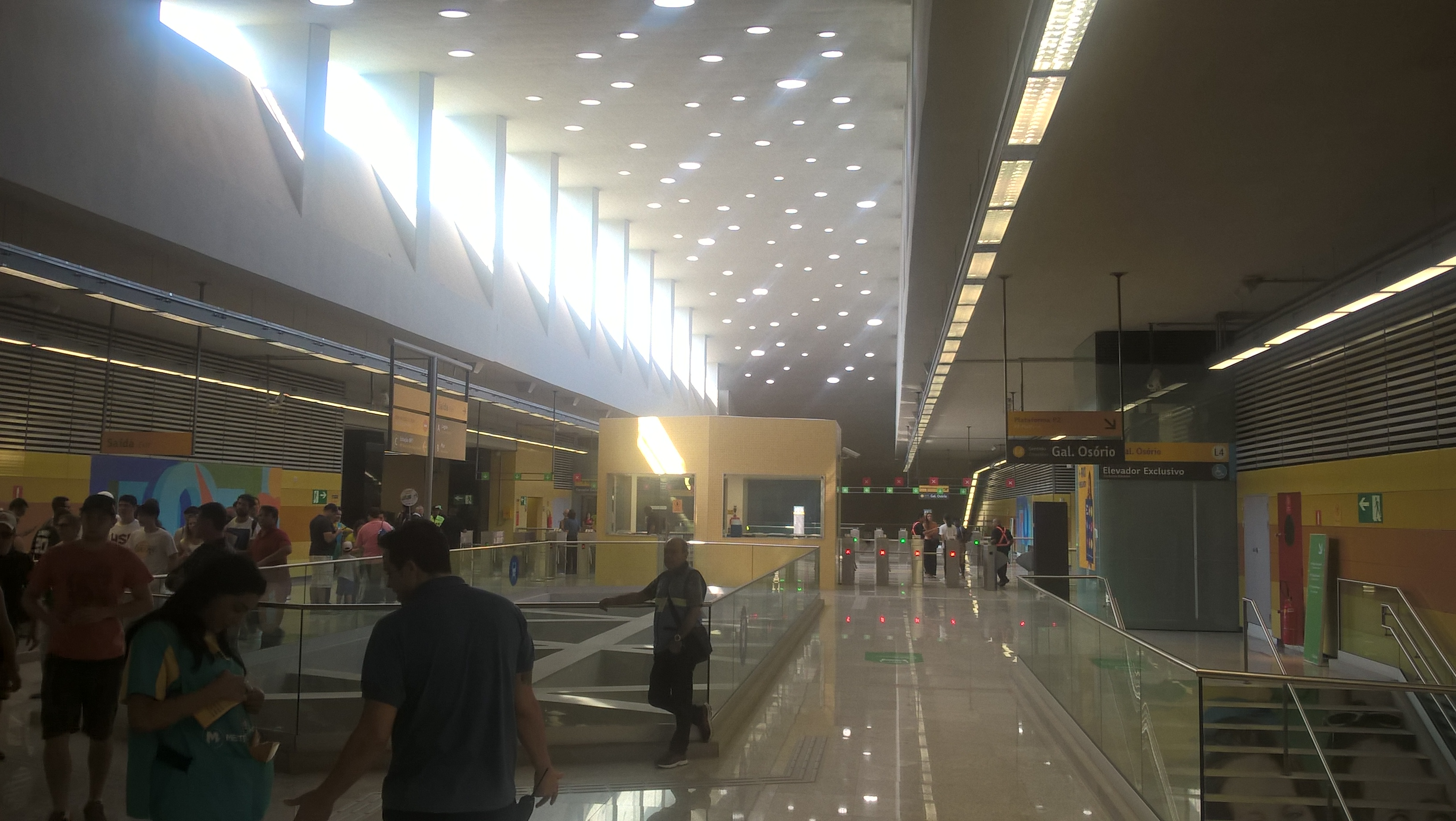
Estação Jardim Oceânico do Metrô - Integração com o BRT TransOeste

O Terminal Jardim Oceânico é a única estação do BRT TransOeste a fazer integração com o sistema de Metrô do Rio de Janeiro. A integração é feita com a Estação Jardim Oceânico pela passagem subterrânea . A estação Jardim Oceânico é pertencente a Linha 4 (Jardim Oceânico-General Osório). Abaixo existe uma pequena descrição da Linha 4 do Metrô:
| Linha     | Terminais                        | Estações | Duração das Viagens (min) | Funcionamento                                                         |
| --------- | -------------------------------- | -------- | ------------------------- | --------------------------------------------------------------------- |
| 4 Amarelo | General Osório ↔ Jardim Oceânico | 5        | 16                        | De segunda a sábado de 05h às 24h e domingos e feriados de 07h às 23h |